# Conseil d'État du canton de Fribourg
Pour les autres articles nationaux ou selon les autres juridictions, voir Conseil d'État.
Le Conseil d'État est le gouvernement du canton de Fribourg en Suisse.

## Description
Le Conseil d'État est une autorité collégiale composée de sept membres. Il est dirigé par le président du gouvernement, suppléé par un vice-président.
Les membres du gouvernement fribourgeois ne peuvent siéger au gouvernement plus de trois législatures complètes. Ils ne peuvent siéger au Conseil national ou au Conseil des États parallèlement à leur mandat cantonal, sauf pour la fin de la législature cantonale.
Chacun des membres du gouvernement est à la tête d'une direction (subdivision de l'administration cantonale). Depuis 2002, les directions portent les noms suivants, :
- Direction de la formation et des affaires culturelles (DFAC)[n 1] ;
- Direction de la sécurité, de la justice et du sport  (DSJS)[n 2] ;
- Direction des institutions, de l'agriculture et des forêts (DIAF)[n 3] ;
- Direction de l'économie, de l'emploi et de la formation professionnelle (DEEF)[n 4] ;
- Direction de la santé et des affaires sociales (DSAS)[n 5] ;
- Direction des finances (DFIN) ;
- Direction du développement territorial, des infrastructures, de la mobilité et de l'environnement (DIME)[n 6].

## Élection
Les membres du Conseil d'État sont élus tous les cinq ans au système majoritaire à deux tours, le premier tour ayant lieu le même jour que l'élection du Grand Conseil. De 1848 à 1921, le Conseil d'État est élu par le Grand Conseil.
Le président du Conseil d'État est élu par le Grand Conseil pour un mandat d'un an non immédiatement renouvelable, selon le principe de l'ancienneté,.

## Composition

### Législature 2022-2026
- Sylvie Bonvin-Sansonnens (Les Verts). Direction de la formation et des affaires culturelles
- Didier Castella (PLR). Direction des institutions, de l'agriculture et des forêts. Président en 2023[11]
- Romain Collaud (PLR). Direction de la sécurité, de la justice et du sport
- Olivier Curty (Le Centre). Direction de l'économie, de l'emploi et de la formation professionnelle. Président en 2022[12]
- Philippe Demierre (UDC). Direction de la santé et des affaires sociales
- Jean-Pierre Siggen (Le Centre). Direction des finances
- Jean-François Steiert (PS). Direction du développement territorial, des infrastructures, de la mobilité et de l'environnement[13]

### Législature 2017-2021
- Olivier Curty (PDC puis Le Centre), DEE
- Anne-Claude Demierre (PS), DSAS. Présidente en 2020
- Marie Garnier (Les Verts), DIAF. Démission au 30 avril 2018. Remplacée par Didier Castella (PLR)
- Georges Godel (PDC puis Le Centre), DFIN. Président en 2018
- Maurice Ropraz (PLR), DSJ. Président en 2017
- Jean-Pierre Siggen (PDC puis Le Centre), DICS. Président en 2019
- Jean-François Steiert (PS), DAEC. Président en 2021

### Législature 2012-2016
- Isabelle Chassot (PDC), DICS. Démission au 31 octobre 2013. Remplacée par Jean-Pierre Siggen (PDC)
- Anne-Claude Demierre (PS), DSAS. Présidente en 2013
- Marie Garnier (Les Verts), DIAF. Présidente en 2016
- Georges Godel (PDC), DFIN. Président en 2012
- Erwin Jutzet (PS), DSJ. Président en 2015
- Maurice Ropraz (PLR), DAEC
- Beat Vonlanthen (PDC), DEE. Président en 2014

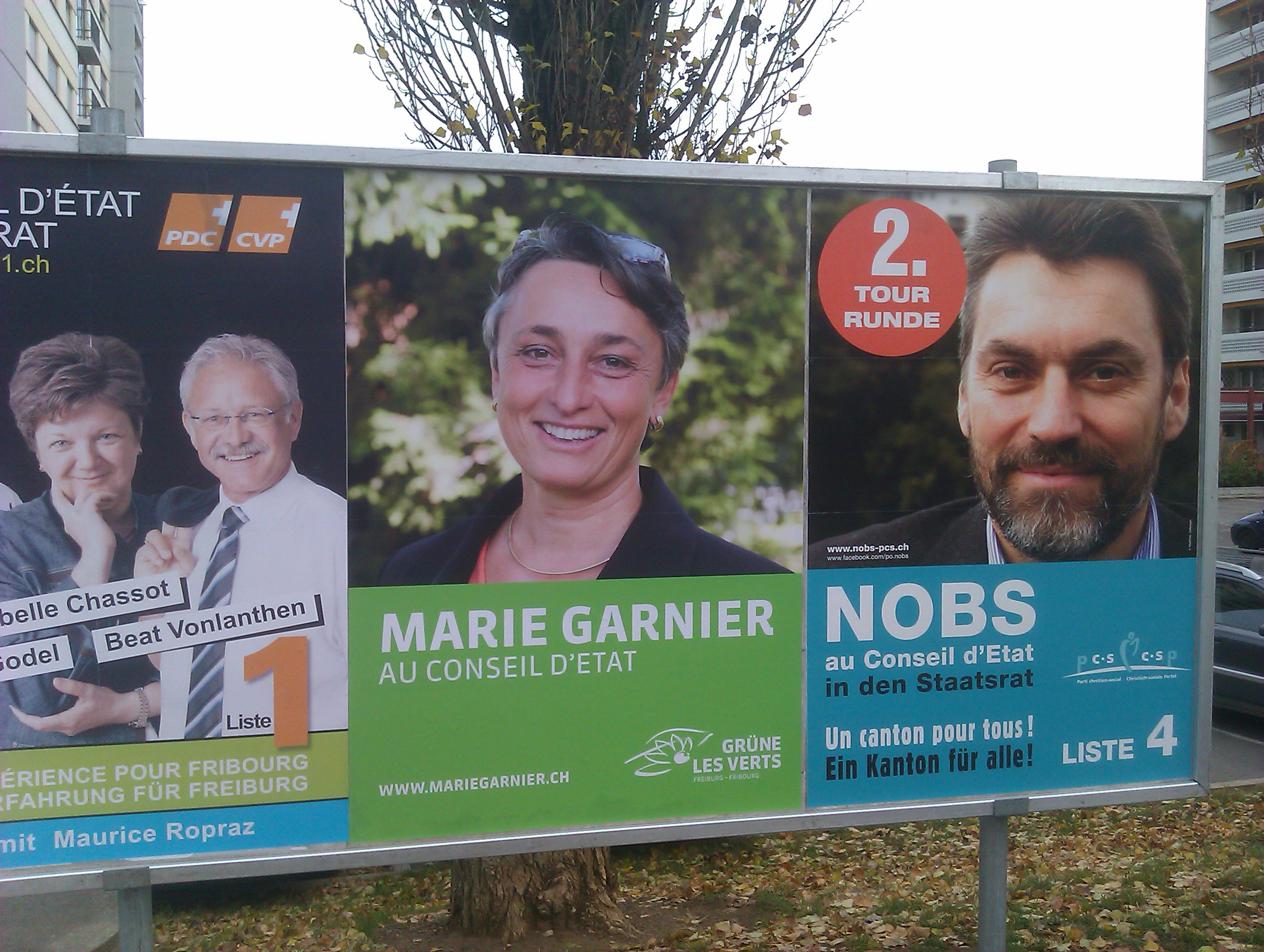
Affiches de campagne pour le Conseil d'État, décembre 2011.

## Historique
De 1848 à 1847, le Conseil d'État et exclusivement composé de membres du Parti radical-démocratique (PRD), puis presque exclusivement de membres du Parti conservateurs (ancêtre du PDC). Ils sont élus par le Grand Conseil et en sont généralement issus.
À partir de 1921, le gouvernement est élu par le peuple et compte toujours un membre d'un deuxième parti, mais ce n'est qu'à partir de 1946 que sa composition devient plurielle même si la majorité conservatrice résiste encore.
À partir de 1981, la composition du gouvernement reflète enfin davantage le poids électoral des partis et peut être qualifiée de pluraliste, les deux partis historiques (PDC et PRD) devant céder chacun un siège. La majorité reste cependant acquise aux partis bourgeois et le PDC reste le parti prépondérant.
Depuis la nouvelle Constitution cantonale de 2004, les membres du Conseil d'État ne peuvent exercer plus de trois mandats et le cumul avec un mandat au Conseil national ou au Conseil des États est interdit.
Jusqu'en 2021, le gouvernement a compté 59 PDC (ou conservateurs), 27 PRD (ou PLR), 9 PS, 3 UDC (PAI), 1 Verte et 1 indépendant, soit 100 personnes au total[réf. nécessaire]. Cinq femmes ont siégé en son sein[réf. nécessaire].